# Олена Теліга (монета)
«Оле́на Телі́га» — ювілейна монета номіналом 2 гривні, випущена Національним банком України. Присвячена талановитій поетесі, громадській діячці Олені Іванівні Телізі (1906—1942). Олена Теліга — поетеса, яка залишила хоч і невелику, але досить значну за мистецькою сутністю спадщину, була організатором і головою Спілки українських письменників в окупованому німцями Києві, редагувала літературно-мистецький додаток до газети «Українське слово» — «Літаври».
Монету введено в обіг 19 липня 2007 року. Вона належить до серії «Видатні особистості України».

## Опис та характеристики монети
| Номінал грн. | Метал      | Маса, грам | Діаметр, мм. | Якість виготовлення       | Гурт     | Тираж, штук |
| ------------ | ---------- | ---------- | ------------ | ------------------------- | -------- | ----------- |
| 2            | нейзильбер | 12,8       | 31           | спеціальний анциркулейтед | рифлений | 35 000      |

### Аверс
На аверсі монети на дзеркальному тлі угорі півколом розміщено напис «НАЦІОНАЛЬНИЙ БАНК УКРАЇНИ», під яким — малий Державний Герб України, ліворуч номінал — «2/ГРИВНІ», унизу зображено опалений вишневий цвіт, логотип Монетного двору Національного банку України і рік карбування монети — «2007».

### Реверс
На реверсі монети зображено портрет Олени Теліги, праворуч від якого розміщено написи: «1906/1942» та півколом «ОЛЕНА ТЕЛІГА».

## Автори

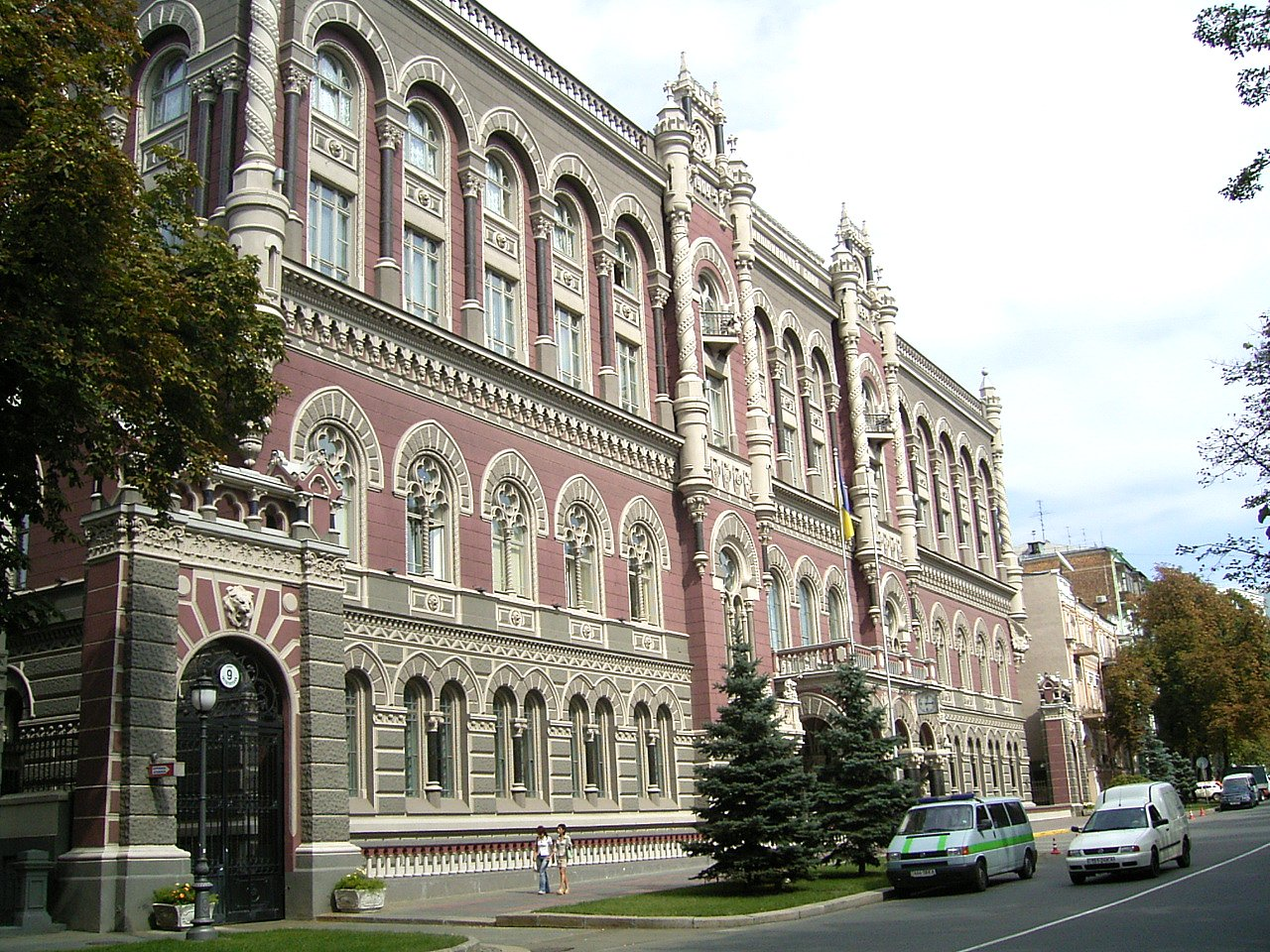
Будівля Національного банку України

- Художники: Дем'яненко Анатолій (аверс); Таран Володимир, Харук Олександр, Харук Сергій (реверс).
- Скульптори: Дем'яненко Володимир, Дем'яненко Анатолій.

## Вартість монети
Ціна монети — 15 гривень, була зазначена на сайті Національного банку України 2011 року.
Фактична приблизна вартість монети з роками змінювалася так:
| Рік        | 2010 | 2011 | 2012 | 2013 | 2014 | 2015 | 2016 | 2017 | 2018 | 2019 | 2020 | 2021 | 2022 | 2023 | 2024 | 2025 |
| ---------- | ---- | ---- | ---- | ---- | ---- | ---- | ---- | ---- | ---- | ---- | ---- | ---- | ---- | ---- | ---- | ---- |
| Ціна, грн. | 17   | 20   | 20   | 20   | 25   | 30   | 40   | 45   | 50   | 60   | 60   | 60   | 65   | 130  | 140  | 160  |